# Buchbinder Wanninger
Buchbinder Wanninger ist ein Sketch des Münchner Komikers Karl Valentin. In der Szene, die auch in einer Schallplattenaufnahme vorliegt, versucht der Buchbinder Wanninger vergeblich, telefonisch bei seinem Auftraggeber (der Baufirma Meisel & Compagnie) in Erfahrung zu bringen, ob er die Rechnung für die von ihm fertiggestellten Bücher der Lieferung gleich beilegen soll, wird dabei aber nur von einem zum anderen Ansprechpartner innerhalb der auftraggebenden Firma weiterverbunden, ohne die erhoffte Information zu erhalten.
Die letzte Ansprechpartnerin der Firma Meisel & Compagnie ist offensichtlich die richtige Zielperson.
Allerdings gibt auch sie nicht die gewünschte Information, da genau in diesem Moment eine Klingel ertönt
und die Dame nur antwortet: „Aber rufen Sie doch bitte morgen wieder an, wir haben jetzt Büroschluss.“
Das Ganze endet mit der geknurrten Aussage des verzweifelten Buchbinders „Saubande, dreckade!“.
„Sich wie Buchbinder Wanninger vorkommen“ wird – vor allem im süddeutschen Raum – als geflügeltes Wort gebraucht für Situationen, in denen Ämter oder Unternehmen einen Antragsteller von Mitarbeiter zu Mitarbeiter weiter verweisen, ohne dass er jemals zu seinem eigentlichen Ziel kommt, ähnlich wie „von Pontius zu Pilatus laufen“ oder der Passierschein A38.
Der Sketch Buchbinder Wanninger wurde 1964 von Horst Manfred Adloff als zwölfminütiger Kurzfilm verfilmt.

## Ausgaben
- Karl Valentin: Buchbinder Wanninger. Sprachclownerien und Grotesken. Hrsg.: Reclams Universal-Bibliothek. Nr. 8941. Stuttgart 1993, ISBN 3-15-008941-7.

- Karl Valentin: Buchbinder Wanninger. Hrsg.: Der Hörverlag. München 2001, ISBN 3-89584-881-6 (Hörbuch).

- Karl Valentin; Georg Blädt; Hans Posegga; Erwin Linder: Der Buchbinder Wanninger. Hrsg.: Arri-Film. München, OCLC 313862970 (VHS-Video, 1 Videokassette, 12 Minuten).